# Harleys in Hawaii
Harleys in Hawaii је песма америчке певачице Кејти Пери, објављена као самостални сингл 16. октобра 2019. године са музичким вдеом, у посредству Capitol Records-а. Касније, песма је увртена у Кејтин предстојећи ести студијски албум, Smile (2020). Песму су написали Пери и Јакоб Кашер, а продуцирали Чарли Пут и Јохан Карлсон. Сингл је достигао прво место рекордних листа на Новом Зеланду.